# 勤劳村站
勤劳村站位于中华人民共和国安徽省合肥市瑶海区文忠路与天水路交叉口地下，是合肥轨道交通3号线的地铁车站，工程站名天水路站。

## 车站楼层
| B1 | 站厅                               | 出入口、票务服务、自动售票机、人工服务台 |  |
| B2 |                                    | █ 3号线列车往馆驿方向 （新海大道）       |  |
| B2 | 岛式站台                           |                                          |  |
| B2 | █ 3号线列车往相城路方向 （文浍苑） |                                          |  |

## 车站结构
勤劳村站位于文忠路与天水路交叉口，沿文忠路南北向布置，为地下二层单柱两跨岛式站台，共设4个出入口、2组风亭。

## 车站歷史
車站於2019年12月26日開通運營，後因疫情影響在一個月後的2020年1月30日關閉運營。
車站現已恢復正常運行。